# Barawucha (stacja kolejowa)
Barawucha (biał. Баравуха; ros. Баравуха, ros. nazwa normatywna Боровуха) – stacja kolejowa w miejscowości Barawucha, w rejonie połockim, w obwodzie witebskim, na Białorusi. Położona jest na linii Witebsk – Dyneburg.
Stacja została otwarta w 1866 na drodze żelaznej dynebursko-witebskiej, pomiędzy stacjami Barkowice i Połock. W 1916 na stacji pracował Janka Kupała, o czym obecnie przypomina tablica pamiątkowa na budynku stacyjnym.